# Klauzula Horna
Klauzula Horna (ang. Horn clause) – klauzula, w której co najwyżej jeden element jest niezanegowany. Przykładami takich klauzul są {p,¬r,¬q} i {¬r,¬q}.
Klauzule Horna zapisuje się zwykle w postaci implikacyjnej:
- p ← r ∧ q
- ← r ∧ q

albo w prologowskiej:
- p :- r, q
- :- r, q

Klauzule Horna są używane w programowaniu logicznym (na przykład w Prologu). Wykorzystywane są również do reprezentowania wiedzy w systemach eksperckich, ponieważ spełniają ważną właściwość:
klauzula
{\displaystyle \neg p\lor \neg q\vee \ldots \vee \neg t\vee u}
jest równoważna
{\displaystyle (p\wedge q\wedge \ldots \wedge t)\to u}
Można wyróżnić trzy rodzaje klauzul Horna:
- klauzula pusta, niezawierająca literałów i oznaczająca prawdziwą wartość false, jest nazywana klauzulą zatrzymania,
- klauzula niezawierająca pozytywnego literału i zawierająca jeden lub więcej negatywnych literałów, jest nazywana klauzulą celu,
- klauzula zawierająca dokładnie jeden pozytywny literał i zero lub więcej negatywnych literałów, jest nazywana deklaracją procedury. Pozytywny literał określa się jako nazwa procedury, a negatywne literały to ciało procedury[2].